# Bentley Monte Carlo
Bentley Monte Carlo – samochód sportowy klasy wyższej wyprodukowany pod brytyjską marką Bentley w 1995 roku.

## Historia i opis modelu
Po pierwszych pięciu modelach ukończonych w 1994, w kolejnym roku Bentley przeszedł do finalizacji prac nad kolejnymi modelami opracowanymi od podstaw na specjalne zamówienie sułtana Brunei. Monarcha intensywnie rozbudowywał wówczas swoją kilkutysięczną kolekcję samochodów, z Bentleyem jako jednym z kluczowych dostawców unikatowych pojazdów gromadzonych w magazynie w Bandar Seri Begawan.
Podobnie do większości modeli ze specjalnej serii, Bentley Monte Carlo opierał się na technologii seryjnych modeli brytyjskiej firmy i powstał od podstaw z wykorzystaniem platformy modelu Continental R. Samochód utrzymany został w awangardowej estetyce retro, wyróżniając się dużą ilością chromowanych ozdobników i smukłych, łukowatych przetłoczeń z masywnie zarysowanymi nadkolami. Projekt stylistyczny opracowało brytyjskie biuro Design Research Associatio. Monte Carlo był kabrioletem z możliwością zamontowania hardtopu w kolorze nadwozia.
Do napędu samochodu wykorzystany został standardowy silnik benzynowy V8 wykorzystywany w innych ówczesnych modelach Bentleya, charakteryzując się pojemnością 6,75 litra, automatyczną skrzynią biegów i przenoszeniem mocy na tylną oś.

### Sprzedaż
Bentley Monte Carlo powstał na wyłączne zamówienie sułtana Brunei Hassanala Bolkiah, tuż po ukończeniu wszystkich egzemplarzy trafiając transportem lotniczym do jego prywatnej kolekcji. Brytyjska firma zbudowała w 1995 roku łącznie 6 egzemplarzy samochodu: część z nich była żółta z czerwoną skórą w środku, a część ciemnozielona z ciemnozielonym wykończeniem kabiny pasażerskiej. Produkcją Monte Carlo zajęło się brytyjskie przedsiębiorstwo Motor Panels w angielskim Coventry.

### Silnik
- V8 6,75 l